# Friedrichroda

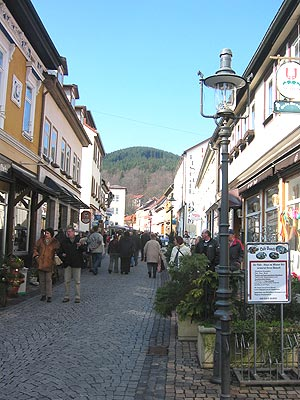
Hauptstraße (Hoofdstraat) in Friedrichroda

Friedrichroda is een stad in de Duitse deelstaat Thüringen, gelegen in het district Gotha. De stad telt 7.164 inwoners.
Behalve de stad behoren Cumbach, Ernstroda en Finsterbergen tot de gemeente Friedrichroda.
Ontwikkeling inwonertal:
| - 1830: 1724 - 1960: 6167 - 1994: 5770 - 1995: 5701 - 1996: 5675 - 1997: 5630 | - 1998: 5505 - 1999: 5540 - 2000: 5496 - 2001: 5470 - 2002: 5398 - 2003: 5446 | - 2004: 5412 - 2005: 5307 - 2006: 5289 - 2007: 7684 |

Vanaf 1994 Bron: Thüringer Landesamt für Statistik
Steden: Friedrichroda · Gotha · Ohrdruf · Tambach-Dietharz · Waltershausen

Overige gemeenten: Bad Tabarz · Bienstädt · Dachwig · Döllstädt · Drei Gleichen · Emleben · Eschenbergen · Friemar · Georgenthal · Gierstädt · Großfahner · Herrenhof · Hohenkirchen · Hörsel · Leinatal · Luisenthal · Molschleben · Nesse-Apfelstädt · Nessetal · Nottleben · Petriroda · Pferdingsleben · Schwabhausen · Sonneborn · Tonna · Tröchtelborn · Tüttleben · Zimmernsupra